# Les Gentilshommes
Les Gentilshommes est un recueil de nouvelles de Jean de La Varende, en forme de « suite romanesque ». Écrit au Chamblac entre 1938 et 1948, publié en 1948, aux éditions Dominique Wapler. 

## Liste des nouvelles
1. Monsieur de Maulogis, nouvelle.
2. Un Viking, nouvelle.
3. La Belle Voiture, nouvelle.
4. Le Cagoulard, nouvelle.
5. L'Homme aux trois secrets, nouvelle.
6. Dynastie hobereaute, nouvelle.
7. La Voiture de l'empereur, nouvelle.
8. Soldat de 2e classe, nouvelle.
9. Les Trois Bâtards, nouvelle.
10. Un amour, nouvelle.
11. Un exode, nouvelle.
12. L'Absolution, nouvelle.
13. Dynastie paysanne, nouvelle.

## Éditions
- Les Gentilshommes, Paris, éditions Dominique Wapler, 1948.